# Tmesis
Unter Tmesis (gr. τμῆσις Abtrennung) versteht man die „Aufspaltung eines Wortes“. Dies geschieht dadurch, dass zwischen den Bestandteilen eines Wortes ein anderes Wort oder eine Wortgruppe eingeschoben wird. Der Begriff Tmesis wird dabei uneinheitlich verwendet; als Stilmittel wird damit lediglich die grammatikalisch eigentlich fehlerhafte Trennung bezeichnet, im weiteren Sinne wird damit aber auch die grammatikalisch richtige Trennung von Wortteilen bezeichnet.

## Die Tmesis in der Antike
Die Tmesis war im vorhomerischen Griechisch ursprünglich wahrscheinlich grammatikalisch möglich, entwickelte sich jedoch später, zu Zeiten Homers, zum Stilmittel. Eine Tmesis wird in der Regel aus metrischen Gründen verwendet.
Man spricht von einer ererbten Trennung von Präverb und Verb.
Aus Homer: ἐκ τοι ἐρέω ek toi ereō (heraus werd’ ich’s dir sagen) → ἐξερῶ exerō (ich werde aussagen)
Eine gewagte Tmesis im Lateinischen, Ennius zugeschrieben: saxo cere- comminuit -brum „Zerbrach mit dem Stein das Gehirn ihm“.

## Die Tmesis im Deutschen
Die Tmesis ist auch in der gesprochenen deutschen Sprache als Stilmittel verbreitet: Wo willst du hin? statt Wohin willst du? oder Da hat er kein Recht zu! statt Dazu hat er kein Recht!
Häufig findet sich die Tmesis in Scherzversen, einige davon sind anonym in der Zeitschrift Fliegende Blätter überliefert.
Beispiel aus der Literatur:
- „die Schlacht, die uns bevor beim Strahl des Morgens steht“

(Kleist, Prinz Friedrich von Homburg)
Auch die reguläre Trennung von abtrennbaren Präfixen (so genannten Verbzusätzen) bei Zweitstellung des finiten Verbs wird als Tmesis bezeichnet: jemanden anlügen – Jemand lügt jemanden an.